# تاريخ عمان الحديث والمعاصر
يمتد تاريخ عمان الحديث والمعاصر من مملكة النباهنة وحتى يومنا هذا، حيث بدأت مع وصول المستكشفين البرتغاليين إلى الشرق ومن ثم سيطرتهم على الهند والخليج العربي وشرق أفريقيا. كان للنشاط البحري العماني دوراً مهماً في توسيع التجارة الخارجية مع شرق آسيا حيث امتلكت عمان أسطولاً بحرياً ضخماً مكنها من بسط سيطرتها على الخليج وحماية ثغورها ومدنها. كما كانت عمان عرضة للعديد من الغزوات الفارسية والسعودية وخضعت للسيطرة الأوروبية لعدد من القرون.

## مملكة النباهنة
حكم بني نبهان عمان مدة 5 قرون وذلك على فترتين الأولى من 1145 م إلى 1462 م والثانية من 1556 م إلى 1626 م 

أما الفترة الأولى: أستمرت أربعمئة عام تقريباً وبدأت بعد وفاة الإمام أبي جابر موسي بن أبي المعالي موسي بن نجاد في عام 1145 م، وانتهت بوفاه سليمان بن سليمان بن مظفر النبهاني 

أما الفترة الثانية: فأستمرت من عام 1556 م إلى 1626 م وتاريخهم غير معروف إلا أن فلاح بن محسن هو من ادخل زراعه المانجو في عمان وحصن بهلا كبره بالحجم العظيم المشهود له اما امور أخرى غير معروفه ولكن من المعتقد أن نظام الإفلاج الحالي الموجود بعمان من زمنهم ويعتقد أنهم هم من طوروه ووضعوه بالصورة التي تناسبت إلى يومناهذا. هم ليسوا حكام أو سلاطين بل كانوا يلقبوا بالملوك.

## السيطرة الفارسية على عمان
كانت العلاقة بين عمان وبلاد فارس غير مستقرة بشكل عام، إذ ظل الحكام الفرس على اختلاف سلالاتهم ينظرون إلى عمان على أنها جزء من إمبراطوريتهم ويطالبونها بدفع الضريبة، وبسبب ضعف مملكة النباهنة وانشغالهم بالصراعات الداخلية، أطمع مملكة هرمز الثرية في مد سيطرتها على ساحل عمان المطل على بحر العرب وقد نجحت في بسط سيطرتها على الساحل في حين ظلت ظفار في يد الرسوليون حكام اليمن بعدها آل أمر ظفار إلى السلطنة الجبرية.
كان للدولة الجبرية دور كبير في دعم الإباضيين في الداخل العماني حيث ساندوا تنصيب الإمام عمر بن الخطاب الخروصي سنة 1487 وثم تنصيب الإمام محمد بن إسماعيل سنة 1500. لكن سطلة الإمام الجديد لم تكن شاملة كل التراب العماني الذي توزع بين عدة حكام فيما يشبه دويلات المدن، فالأئمة في قسم من عمان الداخلية والنبهانيون في قسم والجبريون في قسم آخر في حين ظل أكثر الساحل العماني المطل على خليج عمان تحت حكم مملكة هرمز. كان لأجود بن زامل دور كبير في مد نفوذ الإمارة الجبرية إلى عمان وظلت الهيمنة الجبرية على بعض مناطق عمان لحين وصول البرتغاليين إلى المنطقة.
في 1737 رفض سيف بن سلطان اليعربي مبايعة بلعرب للإمامة وطلب من الحكومة الفارسية في عهد نادر شاه أن ترسل له قوات كي يخضغ خصومه. وقد أبحرت القوات الفارسية في 14 مارس 1737 م باتجاه السواحل العمانية بقيادة لطيف خان، ولكن رؤساء القبائل العمانية تمكنوا من الصلح بين سيف بن سلطان وبلعرب بن حمير.
ولكن عاود الفرس غزو عمان عام 1741 م بسبب استنجاد سيف بالفرس مرة أخرى وذلك بعد أن عزله العلماء للمرة الثانية نتيجة سوء سيرته ومخالفة للشريعة الإسلامية، وبايعوا سلطان بن مرشد بالإمامة، وادى هذا الصراع إلى سقوط دولة اليعارية بعد وفاة كل من سلطان ابن مرشد قائد المقاومة العمانية داخل الحصن الرئيسي في صحار، وسيف بن سلطان الثاني في قلعة الحزم بالرستاق.
اتسمت العلاقات الفارسية بالدولة البوسعيدية بالتنافس من أجل الحصول على السيادة البحرية، فمن المعروف إن فارس قد سعت ومن خلال فترات مختلفة من تاريخها نحو تحجيم القوة البحرية العمانية. لقد واجه الأسطول الفارسي في عهد نادر شاه مشاكل عديدة منها اعتماده بالدرجة الأولى على المساعدات الأجنبية في بنائه، وكذلك افتقاره إلى وجود الخبرات المحلية المتمرسة في فنون الملاحة مما دفع بقيادة الفرس إلى الاستعانة بالبحارة العرب لقيادة هذا الأسطول، وبعد وفاة نادر شاه خلفه في الحكم كريم خان زند الذي حاول السير على نهج سلفه نادر شاه التوسعي في منطقة الخليج العربي، ومن هذا المنطلق بعث كريم خان برسالة على الإمام أحمد طالبا منه دفع الجزية السنوية، متعللا بما يدعيه بتبعية عمان إلى فارس، ولكن الإمام أحمد بن سعيد رفض المطالب الفارسية باسلوب رجال السياسة المتمرسين الذين يعرفون كيفية مخاطبة التطلعات الاستعمارية، وذلك برفض المطالب الفارسية جملا وتفصيلا.
وبدء الإمام في التخطيط لاستخدام القوة التي قد يلجأ إليها عدوه وقام بالتحاف مع خصوم الفرس وخاصة الأتراك، وبسبب ضعف منافسي الإمام وموت كريم خان، استطاع الإمام أحمد بن سعيد استعادة مركز عمان القوي في منطقة الخليج العربي، لذلك نفهم من السطور السابقة أن العلاقة ما بين الدولة البوسعيدية وفارس، علاقة عدائية من قبل الفرس الذين كانوا يطمعون في خيرات عمان، خصوصا وأن عمان أصبحت لها في ذلك الوقت قوة بحرية كبيرة

## الغزو البرتغالي

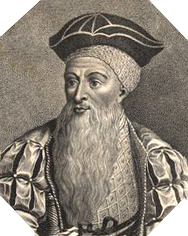
البوكيرك

غادر أسطول برتغالي لشبونة بتاريخ 6 أبريل سنة 1506 بقيادة ترستاو دا كونها وألفونسو دي البوكيرك، ثم انفصل ألبوكيرك عن «تريستاو» الذي استمر في رحلته إلى الهند، وتوجه البوكيرك ومعه سبع سفن و 500 رجل نحو هرمز في الخليج العربي أحد المراكز التجارية الشرقية الرئيسية. وفي طريقه مر بجزر كوريا موريا فالتقى هناك ب 30 أو 40 مركب صيد قادمة من هرمز ومن الساحل الفارسي، فقام بحرقها. ثم غادرها نحو ميناء قلهات حيث رسا فيها، وأبدى أهلها استعدادهم لدفع الجزية له، وقد تمون الإسطول ثم دفع ثمن المواد التموينية التي حصل عليها. ثم اتجه نحو قريات التي قاومته مقاومة شرسة، ولكن تمكن البرتغاليون من دخولها. وقد لقي 80 من أهلها مصرعهم، في حين خسر البرتغاليون 3 جنود، فدمر البلدة وأحرقها. وأحرق 14 مركبا راسيًا في الميناء، ثم اتجه نحو مسقط فاستقبل وفد من أهالي المدينة أرسلهم الحاكم، حيث ناشدوه بعدم تعريض المدينة لآي تدمير، وأبدوا استعدادهم في الخضوع لملك البرتغال ودفع مايقرره البوكيرك من ضريبة، مثل التي كانوا يدفعونها لملك هرمز. غير أن المفاوضات لم تصل لنتيجة، وأحس البوكيرك بأن الأهالي يستعدون بالخفاء بتنظيم صفوفهم استعدادا للمقاومة والدفاع عن المدينة، فأصدر أمرًا لسفينتين من سفنه بقصف المدينة تمهيدا لشن هجوم عليها. وقد دافع الأهالي بعناد، ولكن مالبث أن اقتحم المدينة وفرض عليها غرامة مالية وقدرها 10 آلاف أشرفي ذهب، على أن تصل إليه ظهر اليوم التالي. فلما عجز الأهالي عن دفعها أمر البوكيرك بإحراق المدينة ومعها مسجدها الكبير والسفن الراسية في الميناء، أما الأسرى من النساء والرجال فقد أخلى سبيلهم بعد جدع أنوفهم وصلم آذانهم. ثم اتجه بعدها نحو صحار فاستولى عليها، ولكن أقر حاكمها في مكانه شريطة الخضوع لحكم الملك عمانويل وأن يدفع الأموال التي كان يدفعها لمملكة هرمز، وكانت 1500 دينار أشرفي. فقد كانت عمان قبل قدوم البرتغاليين تعيش في رخاء من الزراعة والتجارة، إلا أن الغزو البرتغالي قطع تجارتهم وخرب موانئهم التي أخضعها تحت سيطرته وشيد القلاع في الكثير من سواحل خليج عمان والخليج العربي. فقد بنى البرتغاليون في مسقط قلعتي الجلالي والميراني على أنقاض قلاع قديمة. وظلت عمان قابعة تحت الاحتلال الاستعماري البرتغالي الذي كان هدفه احتكار تجارة الشرق وتحويل مساره إلى طريق رأس الرجاء الصالح.
وكتب البوكيرك عن مسقط يقول: 
تمكن الإمام ناصر بن مرشد من توحيد البلاد تحت قيادته للمرة الأولى منذ سنوات عديدة، ومن تحرير جل المناطق العمانية التي احتلها البرتغاليون إذ انه توفي في 23 أبريل 1649م. وقد واصل بعده الإمام الجديد سلطان بن سيف الذي بويع بالإمامة في أبريل 1649 م هذه المهمة في مطاردة البرتغاليين، خاصة وانه توفرت له الكثير من عناصر القوة المادية والعسكرية حتى تم تحرير مسقط، «ؤأجبر الحاكم البرتغالي على التخلي عن القلعتين للقوات العمانية في 23 يناير 1650 م» وهو ما كان ايذانا بأفول نجم البرتغاليين من منطقة الخليج. وبنهاية عام 1652 م لم يبق للبرتغاليين في الخليج الا وكالتهم في كينج.
والجدير بالذكر ان القوات العمانية طاردت البرتغاليين إلى سواحل فارس والهند وشرق أفريقيا، ويذكر مايلز ان اليعاربة صارت لهم السيادة الفعلية على المحيط الهندي وأصبحت سفنهم تنشر الرعب في قلوب الأوروبيين لمدة قرن ونصف من الزمان واستمرت دولة اليعاربة ممسكة بزمام الأمور في عمان حتى ضعفت اثر قيام الحرب الأهلية في عمان خلال سنوات (1718-1737 م)، ثم ما اعقبها من صراع على السلطة بعد عزل سيف بن سلطان الثاني عن الإمامة لسوء إدارته للبلاد ومبايعة بلعرب بن حمير في 1737 م، حيث، وتمت بموجب هذا الصلح تنازل بلعرب عن الإمامة لسيف حقنا للدماء وانقاذا لعمان من الغزو الفارسي.

## اليعاربة

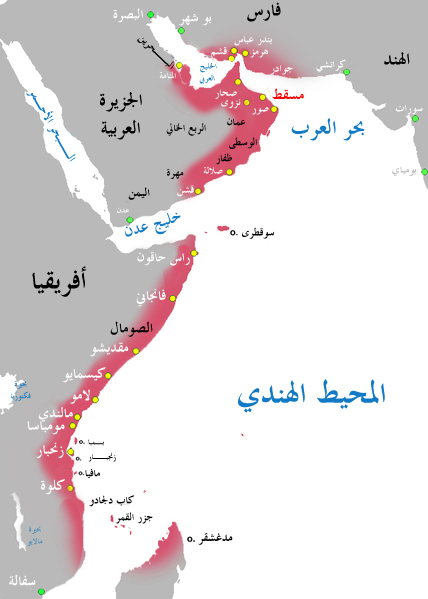
دولة اليعاربة في أوج إتساعها

بسبب الاضطرابات الداخلية والاحتلال البرتغالي وقيام الإمارات والانقسامات الداخلية في البلاد، اجتمع أهل الحل والعقد في الرستاق، واختاروا ناصر بن مرشد اليعربي إماماً على عمان عام 1624 م، وبذلك قامت دولة اليعاربة. فقد قام الإمام ناصر بن مرشد بتوحيد البلاد لمحاربة البرتغاليين إلى عام 1649 ما عدا مسقط ومطرح. بعد الإمام ناصر تولى الإمام سلطان بن سيف الأول الإمامة خلال الفترة 1649-1669 م وخلال فترة حكمة قام بطرد البرتغاليين نهائياً من عمان.
انقسمت عمان بعد وفاة الإمام سلطان الثاني بن سيف اليعربي سنة 1718 إلى مجموعات كبيرة أدت إلى قيام حزبين من التحالفات القبلية هما الحلف الهناوي والحلف الغافري. خاض الحلفين حروباً أهلية استمرت حوالي خمسة وعشرين سنة وحدثت اضطرابات وثورات وقتال.
انتهت دولة اليعاربة بعد وفاة سلطان بن مرشد اليعربي، أجمع أصحاب الحل والعقد في عمان على مبايعة والي صحار آنذاك (أحمد بن سعيد) إماماً على عمان

## الأطماع الإنجليزية في الخليج
تعود جذور العلاقات العمانية –البريطانية إلى بداية عهد اليعاربة (1624-1744 م)، وقد جرى الاتصال الأول سنة 1645 م.في عهد الامام ناصر بن مرشد، حيث طلب من شركة الهند الشرقية إرسال مبعوث من قبلها للتفاوض وكلفت الشركة " فيليب وايلد " بالسفر إلى صحار حيث توصل إلى ابرام اتفاقية مع الامام ناصر بن مرشد في فبراير 1646 م تعطي للإنجليز حق حرية التجارة في مسقط واعفائهم من الضرائب وممارسة الإنجليز لشعائرهم الدينية.ولكن لم يسفر عن هذه المعاهدة شيء ملموس، ولم يجد الإنجليز حافزا لتنفيذها بسبب ما شهدته التجارة الإنجليزية من انكماش في منطقة الخليج مقارنة بالتجارة الهولندية.وفي عهد خلفه الإمام سلطان بن سيف ارسل الإنجليز عام 1659 م مندوبا عنهم عرض على الإمام سلطان بن سيف القيام بعمل مشترك ضد بلاد فارس، كما عرض على الإمام اقامة مؤسسة عسكرية تتكون من حامية من جنود عمانيين وإنجليز بالتساوي أن يتسلم الإنجليز المبنى الحكومي البرتغالي القديم في مسقط. وبينما كانت المفاوضات جارية بين الطرفين توفي المندوب الإنجليزي ولم تتحقق أي نتائج".وفي عهد الامام احمد بن سعيد – مؤسس دولة البوسعيد- "فقد بدات العلاقات فاترة مع بريطانيا، وذلك لسببين اولهما دعمها للفرس اثناءغزوهم لعمان وثانيهما دعمها للمزاريع في ممباسة عندما حاولوا الانفصال عن عمان. لكن ومع تزايد التنافس الأنجلو- فرنسي على المنطقة. خاصة خلال فترة ما يعرف بحرب السنوات السبع (1756-1763 م).اثر الإمام احمد البقاء على الحياد حفاظا على استقلال عمان ".لذلك رفض الامام أحمد الدخول في مفاوضات مع الإنجليز، ورفض كذلك السماح لإنجلترا ببناء مصنع لها في مسقط، وبعد وصول الحملة الفرنسية إلى مصر سنة 1798 م. كتب نابليون بونابرت رسالة إلى السيد سلطان بن احمد يدعوه فيها إلى اقامة تحالف بين فرنسا وعُمان في مواجهة بريطانيا.
وردا على ذلك بادرت بريطانيا عن طريق ممثل شركة الهند الشرقية الإنجليزية في بوشهر إلى توقيع اتفاقية مع السيد سلطان في عام 1798 م، نصت على أن يسمح سلطان مسقط للإنجليز بإنشاء قاعدة في بندر عباس وتواجد حامية عسكرية بها.وكان هدف بريطانيا من وراء عقد المعاهدة «انهاك قوة فرنسا وتنظيم مصالح [[إنجلترا في بلاد الفرس أكثر من ان تقيم علاقات ودية مع عمان ذاتها».
في حين كان السيد سلطان " يرى ان التعاون مع فرنسا سوف يعرض بلاده إلى حصار تجاري من قبل بريطانيا، اما التعاون مع بريطانيا فسوف يساعد على درء الأخطار على اعتبار انها دولة قوية يمكن الاعتماد عليها.وفي عام 1800 م تم عقد معاهدة أخرى بين السيد سلطان ومبعوث حكومة الهند البريطانية الكابتن جون مالكولم بهادر، ونصت على تأكيد المادة الأولى من معاهدة 1798 م ونصت الثانية على اقامة 100 موظف إنجليزي نيابة عن الشركة في ميناء مسقط بشكل دائم، ويكون وكيلا تجري عن طريقه جميع المعاملات بين الدولتين.
وفي عهد السيد سعيد بن سلطان تعززت العلاقات بين الجانبين بعد الجهود التي بذلها العقيد هنيل المقيم البريطاني في الخليج لاقناع حكومته بارضاء السيد سعيد بعقد معاهدة عام 1839 م، والتي نصت على تنظيم التجارة والملاحة بين البلدين، وتقديم التسهيلات البحرية للسفن البريطانية في موانئ الامبراطورية العمانية، ؤان لاتزيد نسبة الضرائب عن 5% وإعطاء قنصل بريطانيا في مسقط الحق في الفصل في المنازعات بين الرعاياالبريطانيين المقيمين فيها.وتطورت العلاقات فيما بعد بين الجانبين بحيث تنازل السيد سعيد عن جزر كوريا موريا الواقعة على السواحل الجنوبية لعمان المطلة على بحر العرب إلى الملكة فيكتوريا في عيد ميلادها وذلك عام 1854 م أي قبل وفاة السيد سعيد بعامين.وهناك من يرى ان السيد سعيد «كان يهدف من وراء التنازل إلى نيل المساعدة من بريطانيا في حربه مع الفرس الذين قاموا بالاستيلاء على بندر عباس في تلك السنة».

## التنافس الإنجلو-فرنسي

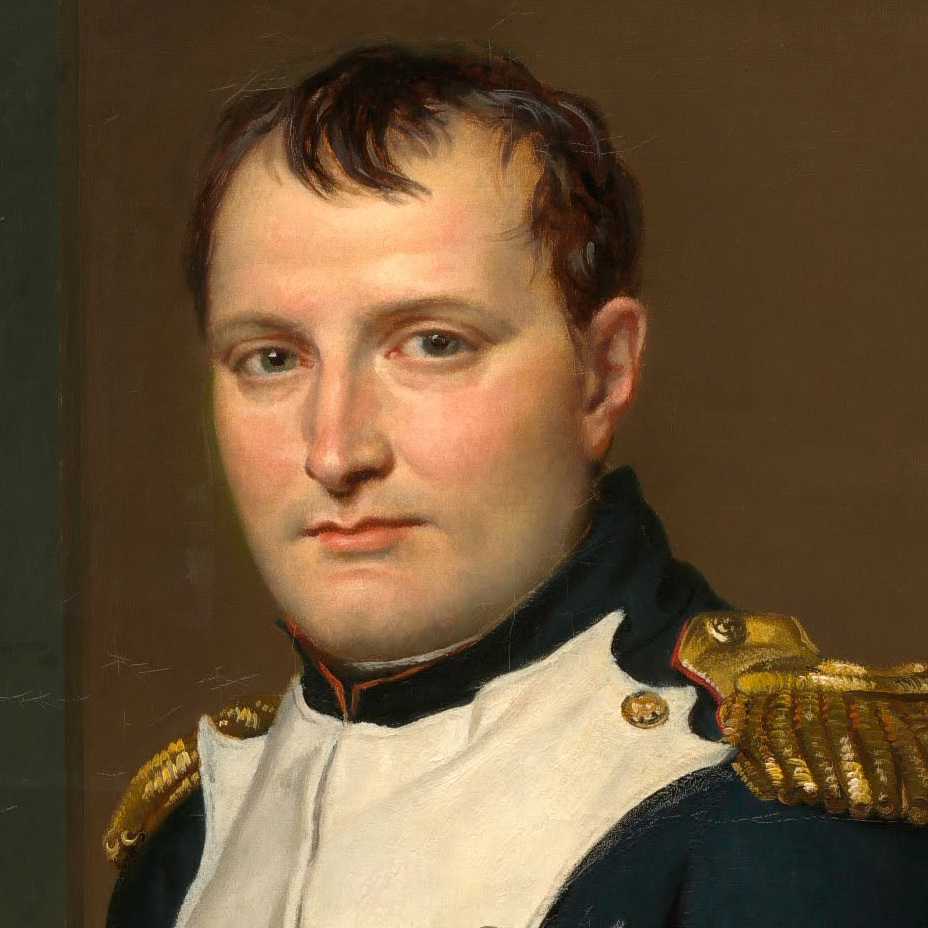
نابليون

تعود بداية العلاقة بين فرنسا وسلطنة عمان إلى حوالي سنة 1667 في الحقبة التي كانت فيها السفن التجارية التي تنقل البضائع بين الهند والخليج الفارسي ترسو في ميناء مسقط، المرسى الأفضل في المنطقة. «وقد قدم المبعوث الفرنسي إلى فارس دي لالين مقترحا على حكومته بضرورة السيطرة على مسقط والاحتفاظ بها كقاعدة بحرية مهمة».ولكن هذ المقترح لم ير النور. وعندما ثبت الإمام أحمد بن سعيد سلطته في مسقط. أصبحت المدينة المستودع الأساسي والميناءالتجاري الأول في الخليج، بينما كانت المواقف العُمانية في شرق أفريقيا تتعزّز. وفي هذا الوقت كان التنافس الفرنسي – الإنجليزي على الهند والبحار الشرقية قد بلغ اشده، وكانت عمان بموقعها الاستراتيجي محط انظار الجانبين، «وقد ادرك الامام احمد بن سعيد ببعد نظره ان عليه ان يلتزم (الحياد بين القوتين ويرفض باصرار السماح بانشاء مركز أوروبي في مسقط». وفي فترة الحملة الفرنسية على مصر 1798 م، ادرك نابليون بونابرت بعد وصوله إلى مصر
أهمية عمان، وبعث برسالة إلى السيد سلطان بن احمد تنص على ما يلي: «اكتب اليكم هذا الكتاب لأبلغكم ما لاشك انكم علمتوه وهو وصول الجيش الفرنسي إلى مصر ولما كنتم اصدقاء لنا فعليكم ان تقتنعوا برغبتي في حماية جميع سفن دولكتم وعليكم ان ترسلوها إلى السويس تجد حماية لتجارتها».ولكن الرسالة لم تصل إلى السيد سلطان بن احمد الا بعد عام، لأن الإنجليز احتجزوا الرسالة، وذلك بعد وقوعها بطريق غير مباشر في يد الممثل البريطاني في جدة. (38) حيث كانت بريطانيا تحاول ابعاد الفرنسيين عن المنطقة لكي تستأثر وحدها بالنفوذ في المنطقة، وتملها ذلك بعقد معاهدة مع السيد سلطان في عام 1798 م.في سنة 1807 م، وافق السيد سعيد بن سلطان على توقيع معاهدة فرنسية- عمانية مع والي جزيرة فرنسا (موريشيوس)، ومن سنة 1814 وحتى 1840 م، تم معاودة اقامة العلاقات، بين مسقط وجزيرة بوربون (الريونيون) هذه المرة. وفي 17 نوفمبر 1844 م تم توقيع معاهدة صداقة وتبادل تجاري، ليتم التصديق عليها سنة 1846 م. وقد سمحت هذه المعاهدة بتطوير ملموس للعلاقات بين زنجبار وجزر الريونيون، وانطلاق التجارة المباشرة بين الأمبرطورية العُمانية وفرنسا. هكذا اتسمت سنة 1849، بنجاح تجاري كبير تمثل في رحلة سفينة الشحن العُمانية الشهيرة «كارولين»، إلى مرسيليا الفرنسية، وقام الحاجي درويش، مبعوث السيد سعيد بزيارة تولون وباريس، حيث استقبله لويس نابوليون بونابرت، رئيس الجمهورية الفرنسية حينها.

## العلاقة مع الجوار العربي
نجح رحمة بن مطرأول زعيم بارز للقواسم في تركيز نفوذه ومد سلطته على شبه جزيرة مسندم ساعدته في ذلك ظروف الاضطراب الداخلي والحرب الأهلية في عمان وخلال اندلاع الصراع بين أحمد بن سعيد وبلعرب بن حمير وقف القواسم إلى جانب بلعرب وشاركوه في الهجوم على مسقط وبعد انفراد احمد بن سعيد في حكم عمان في عام 1749 وكان أول تحد يواجهه هو التحدي القاسمي، فقد حاول رحمة بن مطر الاندفاع نحو صحار، وجدت معركة متعادلة بين الطرفين، وبعد ان ثبت الإمام احمد بن سعيد سلطته في عمان قرر إخضاع القواسم فجهز حملة في عامي 1758 – 1759 وقد حقق بعض الانتصارات إلا أن حدوث ثورة داخلية جعله يضطر إلى سحب قواته.
احتل السعوديون واحة البريمي سنة 1795 فغدت قاعدة متقدمة للنشاط السعودي الديني والسياسي والحربي في داخل عمان والساحل المطل على الخليج. كما تعرضت البحرين للعديد من الحملات العمانية بين أعوام 1799 و1828، دفعت خلالها البحرين الجزية لحاكم مسقط حوالي 30 سنة ربما لتحريرها من الفرس

## البوسعيديون
أسس هذه الدولة الإمام أحمد بن سعيد عام 1749م وقد شهدت البلاد في فترة حكم آل سعيد كثير من التغيرات من ازدهار وانكسار وتمرد داخلي. ففي زمن الإمام أحمد بن سعيد بدأت البلاد في الازدهار المتواصل، وقد بلغت ذورتها في زمن السلطان سعيد بن سلطان عام 1804 كانت عُمان إمبراطورية البحر فقد أمتدت من سواحل الهند إلى أفريقيا وتحديداً زنجبار وجزر القمر وغيرها من المناطق الأفريقية الجنوبية وكانت تملك أراضي شاسعة من الجزيرة العربية.
ولكن شهدت البلاد انقسام بعد وفاة السلطان سعيد وبدء الاقتصاد في الانهيار وذلك تسبب في عدم حفظ الأمن ونزول الأجانب ومنها بداية الاحتلال البريطاني الذي أدى إلى نشوب حروب أهلية وإقامة الإمامة في المناطق الداخلية في عُمان مماأدى إلى بقاء حكم آل سعيد على المناطق الساحلية، وانغلاق حكم الإمامة في الداخل حتى منتصف القرن العشرين.

## نظام الإمامة
الإمامة في عُمان تكون بتولي رجل من أهل العلم وأهل الدين من قبل علماء الإباضية وذلك بترشيحة بشرط أن يكون صاحب دين ونزيه وغيرها من الأمور الحميدة
ولقد توالى على عُمان العديد من الأئمة وذلك في فترات متلاحقة ومتفرقة وكان الإمام الجلندى بن مسعود بن جيفر بن الجلندى أول هولاء الأئمة وهو من آل الجلندى وذلك في عام 752 م وأخرهم الإمام غالب بن علي الهنائي الذي تولى الإمامة عام 1954م.
والإمام غالب بن علي الهنائي وهو الذي قاد حرب الجبل الأخضر ضد التدخل البريطاني في عُمان وحليفهم سعيد بن تيمور البوسعيدي ولكنه فرّ من البلاد إثر سقوط آخر معاقل الثوار العمانيين- الجبل الأخضر- في يد الحلف البريطاني البوسعيدي، وقد وافته المنية في المملكة العربية السعودية في نوفمبر 2009م لثلاثة عشر يوما مضت من ذي الحجة عام 1430 هجرية.
وفي عام 1965م اندلعت ثورة أخرى في إقليم ظفار جنوب عمان عرفت بثورة ظفار ضد سعيد بن تيمور وحلفاءه الإنجليز ولم تنتهي حتي منتصف السبعينات في عهد قابوس بن سعيد البوسعيدي والذي وصل إلى الحكم إثر انقلابه على أبيه بتنظيم من الإنجليز في يوليو من عام 1970م

## دولة البوسعيد
آل سعيد هي العائلة الحاكمة في عُمان في الفترة الحالية 

### عهد الامام أحمد بن سعيد (مؤسس الدولة البوسعيدية)
وبوفاة الإمامين اعد المسرح لظهور شخصية فذة استطاعت ان تلعب دورًا فاعلاً في التاريخ العماني الحديث وهي شخصية احمد بن سعيد والذي قاد المقاومة العمانية ضد الاحتلال الفارسي واستطاع أن يوقف الحرب الأهلية، ويطرد الفرس من عمان، وتمت مبايعة بالإمامة في عام 1744 م حيث قام حبيب بن سالم أمبوسعيدي بالمناداة به إماما. وبذلك قامت دولة البوسعيد والتي تحكم عمان حتى يومنا هذا، وفي عهده توطدت اركان الدولة العمانية وتمكن من إعادة توحيد البلاد و? اخماد الفتن الداخلية، و? إنشاء قوة بحرية كبيرة إلى جانب أسطول تجاري ضخم، وهو ما اعاد النشاط والحركة التجارية إلى السواحل العمانية. كما اعاد لعمان دورها في المنطقة، وليس ادل على ذلك من انه ارسل نحو مائة مركب تقودها السفينة الضخمة (الرحماني) في عام 1775 م إلى شمال الخليج لفك الحصار الذي ضربه الفرس حول البصرة في ذلك الوقت بعد استنجاد الدولة العثمانية به، واستطاع الأسطول العماني فك الحصار عن البصرة، فكأفأهم السلطان العثماني بتخصيص مكافأة أو خراج سنوي صار يدفع إلى أيام دولة السيد سلطان ابن الامام احمد وإلى أيام ولده سعيد بن سلطان وبعد وفاة احمد بن سعيد عام 1793 م انتخب ابنه الرابع سعيدًا اماماً ثم ارغم سعيد على التنازل عن الحكم لصالح ابنه حمد في (1792 م) وفي عهده انتقلت العاصمة من الرستاق إلى مسقط لتستقر فيها حتى الآن. ولكن حكمه لم يدم حيث أنه توفي في نفس العام متأثرا بمرض الجدري وبذلك تجدد الصراع على السلطة بين سعيد ؤاخويه قيس وسلطان، وكانت النتيجة اجتماعاً بين ورثة السلطة اسفر عن عقد اتفاق يتعلق بتقسيم عمان بين:
سعيد الذي بقي في الرستاق وسلطان وله السلطة في مسقط، وقيس ومركز سلطته صحار.

### عهد سلطان بن أحمد
وفي عهد سلطان بن احمد (1792-1804 م)تم استتباب الأمن والنظام في عمان بعد أن تمكن السيد سلطان من الاستيلاء على القلاع والحصون ؤاخضعها لسيطرته، وبعد أن استتب الأمن في البلاد وجه اهتمامه إلى في مدينة مسقط للمرة الأولى. وبالنسبة للعلاقات مع فرنسا فقد كان القنصل الفرنسي في البصرة على صلة صداقة شخصية مع الإمام احمد بن سعيد. ؤاثر احتلال نابليون بونابرت الذي ظهر في فرنسا ل مصر زاد الصراع بين فرنسا وبريطانيا على كسب ود عمان. وفي عام 1798 م سيطر السيد سلطان على الموقف في المنطقة بأسرها لا سيما بعد صدور مرسوم من الحكومة الفارسية اجاز ضم ميناء«بندر عباس» و«جوادر» و«شهبار» إلى حكومة السيد سلطان بن احمد الذي اخضع جزيرتي «قشم» و«هرمز» ووضع فيها الحاميات العمانية لتأمين السفن التجارية المارة ب مضيق هرمز من وإلى الخليج العربي. ولكن القدر لم يمهل السيد سلطان بن احمد كي يواصل تحقيق طموحاته في توسيع رقعة الدولة العمانية بفتح أقاليم جديدة ولحماية حدود عمان من الغزو الأجنبي.
وقام بتدعيم علاقاته مع القوى الكبرى خاصة الإنجليزية والفرنسية وذلك في اوج التنافس بينهما على السيطرة على المنطقة، ففي عام 1798 م وقعت شركة الهند الشرقية معاهدة تجارية مع السيد سلطان بن احمد الذي تولى الحكم عام 1793 يسمح بمقتضاها بإنشاء وكالة تجارية لها في بندر عباس، وبعد عامين (1800 م) أصبح للشركة المذكورة ممثلا لهاية، فقد وقع قتيلا في (30 نوفمبر 1804 م). على يد بعض القراصنة أثناء رحلة بحرية كان يقوم بها بين البصرة وعُمان. ليخلفه في الحكم ابنه الشهير السيد سعيد بن سلطان والذي شهدت فترة حكمه قيام الإمبراطورية العمانية.

### عهدسعيد بن سلطان
ولد السيد سعيد بن سلطان – حفيد مؤسس الدولة البوسعيدية- في سمائل عام 1791 م. وقبل مقتله في عام 1804 م قام والده السيد سلطان بن احمد بتعيين محمد بن ناصر الجبري وصيا على ابنيه. سالم وكان يبلغ من العمر (15) عاما، وسعيد كان له من العمر (13) عاما، وفي هذه الأثناء قام عمهما قيس بن احمد حاكم صحار بمحاولة للاستيلاء على السلطة في عمان، فاجتمعت الأسرة البوسعيدية وشاركت بالاجتماع السيد موزة بنت الامام احمد ؤاقر هذا الاجتماع طلب المساعدة من السيد بدر بن سيف بن الامام احمد والذي كان متواجدا في الدرعية «عاصمة الدولة السعودية الأولى» بعد هربه من عمان على اثر فشل الانقلاب الذي قام به ضد السيد سلطان بن احمد عام 1803 م، وعندما وصلت الدعوة إلى بدر من الوصي محمد بن ناصر فانه سرعان ما توجه إلى مسقط ليمسك بزمام الأمور هناك، وقد استمر بدر بن سيف الحاكم الفعلي لعمان لمدة عامين حتى انتهى عهده بعد سقوطه صريعا على يد السيد الشاب سعيد بن سلطان بعد مبارزة رسمية بالسيف جرت بينهما في بلدة بركاء. وبمقتل السيد بدر بن سيف تم لسعيد بن سلطان توطيد حكمه في عمان والمناطق التابعة لها. وقد تميز السيد سعيد بشخصية قوية، و? ارادة صلبة وأفق واسع، وحنكة كبيرة، جعله بين الفريدين والأفذاذ في تاريخ شرق الجزيرة العربية وشرق أفريقيا خلال القرن 19 م ويعتبر من الشخصيات الهامة في تاريخ العرب الحديث والمعاصر.

## عمان وشرقي أفريقيا (الإمبراطورية العمانية)

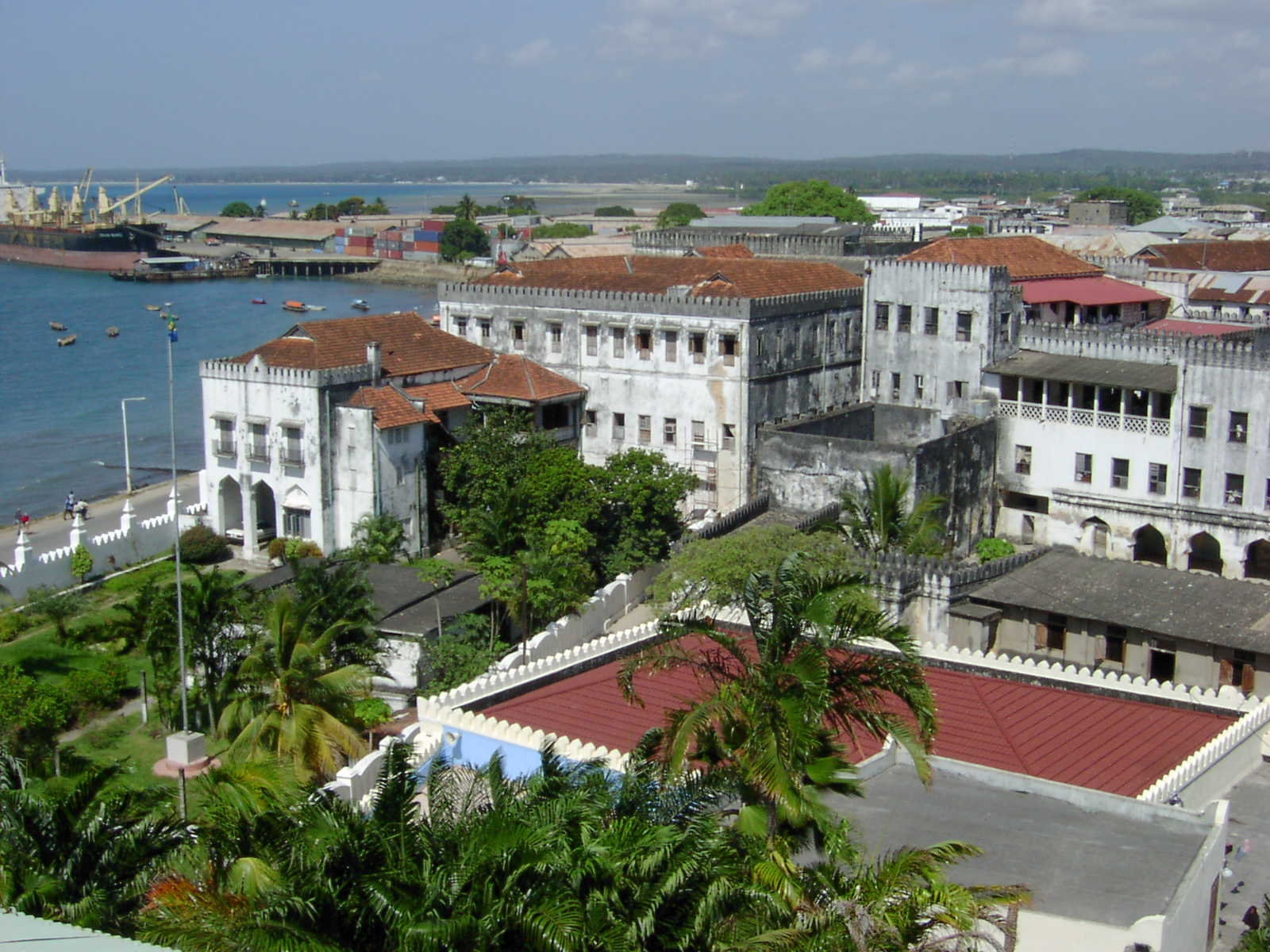
زنجبار.

ارتبطت عمان وشرقي أفريقيا منذ أقدم العصور بصلات سياسية واقتصادية وثقافية، وبعد طرد البرتغاليين من عمان اولت دولة اليعاربة اهتماما خاصا بشرقي أفريقيا، وقام الامام سلطان بن سيف الأول بتحرير مناطق شرقي أفريقيا من البرتغاليين، وبفضل ذلك تدعم الوجود العماني في هذه المنطقة وعين الامام ولاة من الشخصيات العمانية عهد إليهم إدارة جزيرة زنجبار وبمبا وممباسا.
وعمل مؤسس الدولة البوسعيدية الامام احمد بن سعيد (1741-1783 م) على تعزيز التواجد العماني في شرق أفريقيا، واستمرت الحال ذلك حتى بداية عهد السيد سعيد بن سلطان (1806-1856 م) والذي قام في عام 1828 م بقيادة حملة عسكرية إلى شرقي أفريقيا فكانت بذلك أول زيارة له إلى زنجبار. وكانت نتيجة هذه الزيارة ان اعجب السيد سعيد بهذه الجزيرة وفي عام 1832 م اتخذ قراره التاريخي بجعل زنجبار عاصمة ثانية للشطر الإفريقي من إمبراطوريته، وذلك ادراكا منه للأهمية التجارية والاستراتيجية لهذه الجزيرة وللمزايا العديدة التي كانت تتمتع بها؛ فمناخها جميل، وهي ذات مركز وسيط للعمليات التجارية في مملكته، كما أنها تمتلك موانئ صالحة لرسو السفن، رغم خطورة قراره هذا، حيث أن المسافة بين العاصمتين تبلغ 2500 ميل والوصول من عُمان إلى زنجبار تحكمه حركة الرياح الموسمية. ومنذ عام 1840 م بدأ السيد سعيد يطيل إقامته في زنجبار وذلك لما عرف عنه من شغفه بالتجارة وحبه لممارستها، لذا لم يجد مكانا آخر في ممتلكاته يستطيع من خلاله تنفيذ سياستها الاقتصادية أفضل من زنجبار. علاوة على ذلك، كانت زنجبار حلقة رئيسية في سياسته الرامية إلى تدعيم ممتلكاته الجديدة في أفريقيا. وقد نجح السيد سعيد في جعل زنجبار سوقا تجارية ضخمة، وحولها من مجرد ميناء صغير إلى أعظم ميناء في شرق أفريقيا، فجذبت زنجبار اهتمام الدول الأجنبية وأصبحت المستودع الرئيسي للتجارة الإفريقية والآسيوية. وكان للسيد سعيد الفضل في إثراء اقتصاد زنجبار عن طريق إدخال زراعة القرنفل، حيث أرسل عامله عبد العلي العجمي ليأتيه ببذر القرنفل من جزيرة موريشيوس وتم غرسه أمام بيت المتوني بزنجبار، وقد أصبحت زراعة القرنفل الثروة الرئيسية لهذه المنطقة، وجعلت من زنجبار أول مصدر للقرنفل في العالم. كما عمل السيد سعيد على تبسيط نظام الضرائب ولم يكن يفرض على الواردات التي تأتي إلى الموانئ الأفريقية أكثر من 5% من ثمنها. اما الصادرات فقد أعفاها من الضرائب. وقد شجع كل ذلك على تنشيط التجارة في ممتلكاته. وقد ساهمت زنجبار مساهمة فعالة في اقتصاد الإمبراطورية العمانية في ذلك الوقت واستفاد السيد سعيد من ذلك في تدعيم إمبراطوريته المترامية الأطراف والتي امتدت من شواطئ بلاد فارس (بندر عباس) ومن بلوشستان (جوادر) حتى زنجبار لتصل إلى رأس دلغادو على سواحل شرق أفريقيا (الحدود الشمالية لموزمبيق حاليا). كما امتد النفوذ العماني في الاتجاه الشمالي الغربي حتى ممكلة أوغندا وغرباً حتى أعالي الكونغو.
كان للبحرية العمانية دور كبير في النفوذ السياسي والازدهار الاقتصادي الذي شهدته أرجاء الإمبراطورية، فقد شهد النصف الأول من القرن التاسع عشر اهتماماً كبيرًا ببناء الأسطول التجاري والحربي في عهد السيد سعيد بن سلطان، وكانت الموانئ العمانية مثل مطرح ومسقط وصور تعد من أهم أحواض بناء السفن إضافة إلى السفن التي تعاقد السيد سعيد على بنائها في الهند وخصوصاً في بومباي. ومن أشهر السفن في تاريخ الإسطول العماني (تاج بكس) و (كارولين) و (شاه علم) و (ليفربول) و (سلطانة) و (تاجة). وقد أهدى السيد سعيد البارجة (ليفربول) والتي كانت تحمل 74 مدفعا إلى وليلم الرابع ملك بريطانيا عام 1824 م الذي أطلق عليها اسم (الإمام) تكريماً لمهديها السيد سعيد بن سلطان.
وتشير الوثائق التاريخية إلى أن السفينة العمانية كارولين قد زارت مرسيليا عام 1849 م زيارة مجاملة حاملة الكثير من بضائع الشرق، وفي منتصف القرن التاسع عشر كان الأسطول العماني التجاري المسلح يتكون من مائة سفينة متعددة الحمولة مزود كل منها بما بين عشرة مدافع إلى أربعة وسبعين مدفعاً إضافة إلى مئات المراكب التجارية الصغيرة. كما تشير المصادر الأجنبية إلى أن السيد سعيد بن سلطان قد بلغت عنايته بالإسطول لدرجة استقدام خبراء من بريطانيا وهولندا والبرتغال وفرنسا لتفقد السفن المصنعة له في ترسانات السفن في بومباي. وقد وصف الأسطول العماني في عهدالسيد سعيد بن سلطان بأنه كان أقوى أسطول تمتلكه دولة في النصف الأول من القرن 19 م من اليابان حتى رأس الرجاء الصالح. ويأتي في المرتبة الثانية بعد الأسطول البريطاني.

### آل سعيد في زنجبار
بعد وفاة السلطان سعيد بن سلطان (سلطان عُمان وزنجبار) قسمت البلاد بين أبنائه، فتولى أمر زنجبار ابنه ماجد بن سعيد وذلك عام 1856 م حيث اعترف به صاحب مسقط كسلطان على زنجبار، وتوالى حكم آل سعيد على زنجبار بعد السلطان سعيد بن سلطان كالتالي:
1. ماجد بن سعيد من 1856 إلى 1870
2. برغش بن سعيد من 1870 إلى 1888
3. خليفة بن سعيد من 1888 إلى 1890
4. علي بن سعيد من 1890 إلى 1893
5. حمد بن ثويني بن سعيد من 1893 إلى 1896
6. خالد بن برغش بن سعيد في 1896
7. حمود بن محمد بن سعيد من 1896 إلى 1902
8. علي بن حمود من 1902 إلى 1911
9. خليفة بن حارب بن ثويني بن سعيد من 1911 إلى 1960
10. عبد الله بن خليفة (2) من 1960 إلى 1963
11. جمشيد بن عبد الله من 1963 إلى 1964

## العلاقات مع القوى الإقليمية زمن السلطان سعيد بن سلطان

### مصر
تميزت العلاقات العمانية المصرية عبر التاريخ الحديث بالثبات والود، وشهدت العلاقات بين البلدين تطورا ملحوظا في عهد سعيد بن سلطان(1806-1856 م) ونظيره المصري محمد علي باشا (1805-1848 م) والذين تميز عهدهما بالازدهار وتوسع نفوذ بلديهما، فقد تضمنت الرسائل المتبادلة بينهما اعجاب السيد سعيد بالبناء الحديث للدولة الذي اقامه محمد علي في مصر ورغبته في اقامة علاقات اوثق مع باشا مصر. وعندما تمكنت القوات المصرية من الاستيلاء على الدرعية عام 1818 م، بادرالسيد سعيد بارسال تهنئة إلى محمد علي، كما وفد حاجا على مكة عام 1824 م. وقد احسن محمد علي ويحيى بن سرور شريف مكة استقباله، إذ ارسل محمد علي مجموعه من ضباطه لاستقباله وتحيته، وأطلقت المدافع في جدة حينما اقتربت السفينة العمانية (ليفربول) المقلة للسيد سعيد في الميناء، وعند عودته من الحج إلى مسقط حمل معه هدايا كثيرة من محمد علي ومن شريف مكة. وتذكر بعض المصادر ان السيد سعيد اظهر رغبة في السيطرة على البحرين واتجه إلى تنسيق سياسته مع سياسة محمد علي في الجزيرة العربية، ففي عام 1839 م كان هنالك مشروع هام بين الرجلين، تضم بموجبه البحرين والأحساء (المنطقة الشرقية من المملكة العربية السعودية حاليا) تحت حكم السيد سعيد مقابل ا ن يدفع مبلغا من المال لوالي مصر، ولكن المشروع لم يتم بسبب رفض السيد سعيد للشروط وانشغال محمد علي بحرب سوريا بالإضافة إلى موقف العداء الذي اظهرته السلطات البريطانية نحو النشاط المصري في الخليج.ويبدو أن البريطانيين ازعجهم هذا التقارب العماني-المصر ي، وخشوا ان تتأثر مصالحهم في المنطقة لذلك عملوا على اضعاف العلاقات بين السيد سعيد ومحمد علي. ورغم ذلك فقد استمرت العلاقة ودية بينهما، حيث تشير الوثائق المصرية إلى أن السيد سعيد بعث برسالة إلى محمد علي في عام 1840 م يطلب فيها بالحاح سرعة إرسال أحد المدفعيين – أي أحد جنود المدفعية للخدمة عند السيد سعيد. وهذا يؤكد انه حتى عام انسحاب قوات محمد علي من الجزيرة العربية استمرت العلاقة ودية بين الرجلين.

### الولايات المتحدة الأمريكية

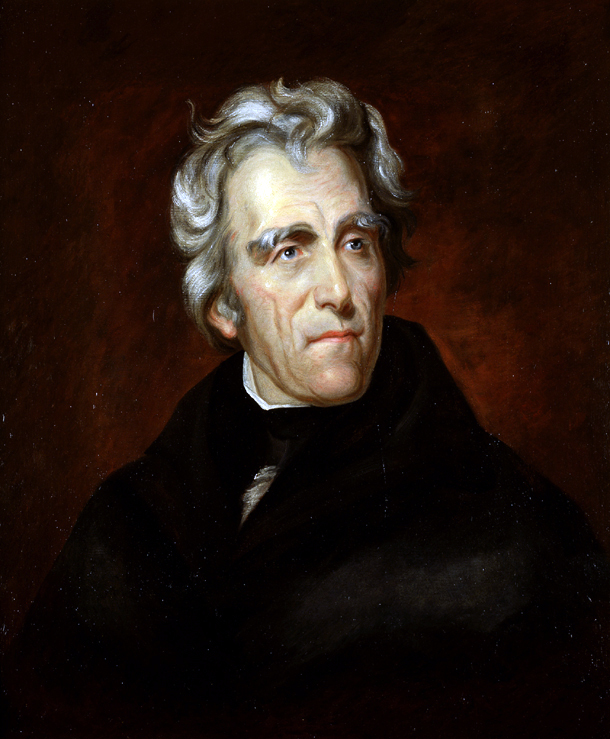
الرئيس الأمريكي أندرو جاكسون

قامت العلاقات بين عمان والولايات المتحدة منذ بداية الثلاثينات من القرن التاسع عشر الميلادي، وكان الدافع التجاري وراء رغبة الدولتين في تدعيم علاقاتهما الثنائية، فقد كانت الولايات المتحدة]] تتطلع إلى فتح أسواق لها في زنجبار، حيث تنقل البن من شواطئ الجزيرة العربية والقرنفل من زنجبار. وكانت عمان الدولة العربية الثانية التي تقيم علاقات تجارية مع الولايات المتحدة الأمريكية بعد دولة العلويين بالمغرب الأقصى – المملكة المغربية حاليا – والتي كانت أول قطر عربي يعترف باستقلال أمريكا والتي اعلنت استقلالها عام 1783 م. وتوطدت العلاقات بين البلدين بعد ابرام أول اتفاقية بين السيد سعيد بن سلطان والولايات المتحدة في21 سبتمبر 1833 م. «كان ادموند روبرتس من بور تسموث نيوهامبشير صاحب الفضل في انعاش التجارة بين الولايات المتحدة ودولة السيد سعيد، والذي تباحث ووقع المعاهدة عام 1833 م. ونصت المعاهدة على تقوية العلاقات الودية بين البلدين وحرية التجارة لرعايا الدولتين، والتمتع بكافة المزايا التجارية المعطاة للدول الأخرى ذات العلاقات الطيبة مع السيد سعيد. كما نصت المعاهدة أيضا على ان يعين رئيس الولايات المتحدة قناصل يستقرون في موانئ السيد سعيد ويقومون بالفصل في الخلافات التي تنشأ بين الرعايا الأمريكيين. ولقد زادت هذه الاتفاقية من قوة العلاقات بين الولايات المتحدة وعمان. فعينت الأولى لها قنصلين احدهما في مسقط والثاني في زنجبار، ونشطت التجارة بين البلدين. كما حمل المبعوث الإمريكي من السيد سعيد بن سلطان رسالة إلى الرئيس الإمريكي اندرو جاكسون مع نص الاتفاقية. ومما جاء في رسالة السيد سعيد للرئيس جاكسون : (لقد استجبت لرغبات معالي سفيركم روبرتس وذلك بإبرام معاهدة صداقة وتجارة بين بلدينا العزيزين.. هذه المعاهدة التي سنتقيد بها بكل اخلاص انا ومن يخلفني في الحكم وتستطيع سيادتكم ان تطمئن بأن كل السفن الإمريكية التي ترسو في الموانئ التابعة لي ستلقى نفس المعاملة الكريمة التي نلقاها في موانئ بلادكم السعيدة). وقد اهتم السيد سعيد بن سلطان بتدعيم علاقات الصداقة والود مع الولايات المتحدة الأمريكية، فارسل مبعوثا خاصا هو الحاج احمد بن النعمان الكعبي على ظهر السفينة»سلطانة «كأول دبلوماسي عربي لدولة عربية لدى الولايات المتحدة الأمريكية.في عام 1840 م تحركت السفينة» سلطانة«من زنجبار فوصلت إلى جزيرة (سانت هيلانة) ومنها وصلت إلى ميناء نيويورك في 30 أبريل 1840 م، حيث استقبل الأمريكيون المبعوث العماني وملاحيه بترحاب كبير. وقد قدم الحاج احمد بن النعمان إلى الرئيس الأمريكي مجموعة الهدايا القيمة المرسلة من السيد سعيد بن سلطان والتي كان من بينهما جوادين عربيين اصيلين وسيف جميل مطعم بالذهب. وطبقا لمذكرات احمد بن النعمان فان زيارة سلطانة للولايات المتحدة لم تكن ذات نجاح اقتصادي باهر».

## انقسام الإمبراطورية العمانية
بعد فترة حكم بلغت نحو نصف قرن من الزمان وعهد تميز بالرخاء والإنجازات في شتى الميادين رحل السيد سعيد بن سلطان أو كما تذكره
المراجع الغربية " سعيد الكبير " حيث توفي على ظهر سفينته " فيكتوريا" وذلك أثناء رحلة العودة من مسقط باتجاه زنجبار، قريبا من جزر سيشلفي التاسع عشر من أكتوبر 1856 م، ويصف س.ب.مايلز وفاة السيد سعيد بقوله :" وهكذا اختتم السيد سعيد حياة حافلة رائعة، وكان له من العمر ستة وستون عاما وسبعة أشهر، وبعد حكم دام خمسين عاما. لقد كان السيد سعيد مثالا للبطل العربي. لقد كان شجاعا، اظهر في مرات عديدة بسالة نادرة. لقد كان حكيما وذكيا، كريما، جليلا، كان يحبه كل شعبه، وقد حفر له في قلب كل منهم صورة عظيمة، ولقد اظهر في تعامله مع القبائل العربية حذقا وفطنة لم يعرفهما غيره. ويستطيع ذلك السلطان العربي ان يفخر انه كان أول حاكم عربي اعطى السلم لشرقي أفريقيا، ؤانه بتشجيعه للتجارة وحمايته لها، جعل من عاصمته هناك مركزا تجاريا بين الهند، وفارس، والجزيرة العربية، وبذلك زاد من ثروة بلاده.وقد كانت وفاته نقطة تحول خطيرة في تاريخ هذه الإمبراطورية العملاقة والسبب الأساسي في ضعفها وانقسامها بعد ذلك. فبعد وفاة السيد سعيد بدأ الخلاف يدب بين أبنائه حول من يخلفه، حيث لم يشر السيد سعيد في وصيته عمن سيخلفه في الحكم وانما اكتفى أثناء حياته، بتعيين اثنين من أنجاله كنائبين عنه على شطري امبراطورتيه بشقيها الآسيوي والأفريقي، فقد عين ابنه الأكبر ثويني كنائب عنه في مسقط أثناء غيابه بينما كان ابنه ماجد نائبا للسلطان في زنجبار وقد قام الصراع بين الأخويين عقب استفراد ماجد حاكم زنجبار بثروات الجزيرة لنفسه واصدار ثويني حاكم عمان اعلان عام 1856 م والذي اكد فيه انه الحاكم الفعلي والشرعي لجميع ممتلكات عمان بما فيها إقليم زنجبار، وتفاقم الصراع بين الأخوين حتى جرد ثويني حملة عسكرية لمواجهة أخيه في زنجبار إلا أن الإدارة البريطانية في الهند اوقفت الحملة ودعت الأخوين إلى عرض المشكلة للتحكيم و? استدعى الأمر تشكيل لجنة تحقيق سنة 1861 م برئاسة اللورد كاننج، ووافق الأخوان على أن تكون توصيات اللجنة ملزمة للطرفين و? انتهت اللجنة إلى اتخاذ قرار – على سياسة فرق تسد-يقضي بتقسيم الإمبراطورية العمانية إلى جزاين منفصلين آسيوي و? أفريقي كما اقرت اللجنة بأن يدفع ماجد مبلغا لأخيه ثويني قدره 40 الف ريال نمساوي سنويا، إضافة إلى الأقساط المتأخرة التي بلغت ثمانين الف ريال نمساوي. وتم تعيين الملازم بنجلي من البحرية الهندية كمسؤول سياسي بريطاني في مسقط، وذلك لأجل تنفيذ قرار التقسيم. وقد عانت الدولة العُمانية من جراء انفصال شرق أفريقيا وهيمنة المصالح الاستعمارية على المنطقة من مصاعب اقتصادية كبيرة. لكن ظروف التنافس الاستعماري الأنجلو- فرنسي ساعد عُمان على البقاء دولة مستقلة، حيث تم التأكيد على استقلال عُمان بالبيان الفرنسي البريطاني أو ما عرف ب"التصريح الثنائي" الذي اصدرته الدولتان في مارس 1862 م والذي نص على أن ملكة بريطانيا و? امبراطور فرنسا يؤكدان على أهمية بقاء عُمان دولة مستقلة. وبذلك انتهت اعظم دولة عمانية عرفها التاريخ الحديث، وظلت عمان تعاني من الاضطرابات والانقسام وتردي الأوضاع الاقتصادية لأكثر من قرن من الزمن حتى تولى حكمها السلطان قابوس بن سعيد في 23 يوليو 1970 م. الذي نقل عمان من معيشة العصور الوسطى إلى العصر الحديث.